# 591
591 (DXCI) fue un año común comenzado en lunes del calendario juliano, en vigor en aquella fecha.

## Acontecimientos
- Batalla de Blarathon: un ejército de 40 000 persas bajo el mando de Bahram VI es derrotado por el Imperio bizantino.

## Fallecimientos
- Bahram VI, rey persa. Asesinado, probablemente por un sicario de Cosroes II